# Criel-sur-Mer
Criel-sur-Mer is een gemeente in het Franse departement Seine-Maritime (regio Normandië). De gemeente telt 2779 inwoners (2004) en maakt deel uit van het arrondissement Dieppe.

## Geografie
Criel-sur-Mer ligt aan de Kanaalkust. Door Criel stroomt de Yères, die er in Het Kanaal uitmondt.
Aan de kust bevinden zich in de gemeente twee badplaatsen: Criel-Plage en Mesnil-Val-Plage. Verder liggen in de gemeente nog een aantal gehuchten, zoals Mesnil-Val, Mesnil-à-Caux, Les Quesnets,
De oppervlakte van Criel-sur-Mer bedraagt 21,1 km², de bevolkingsdichtheid is 131,7 inwoners per km².
De onderstaande kaart toont de ligging van Criel-sur-Mer met de belangrijkste infrastructuur en aangrenzende gemeenten.

## Bezienswaardigheden

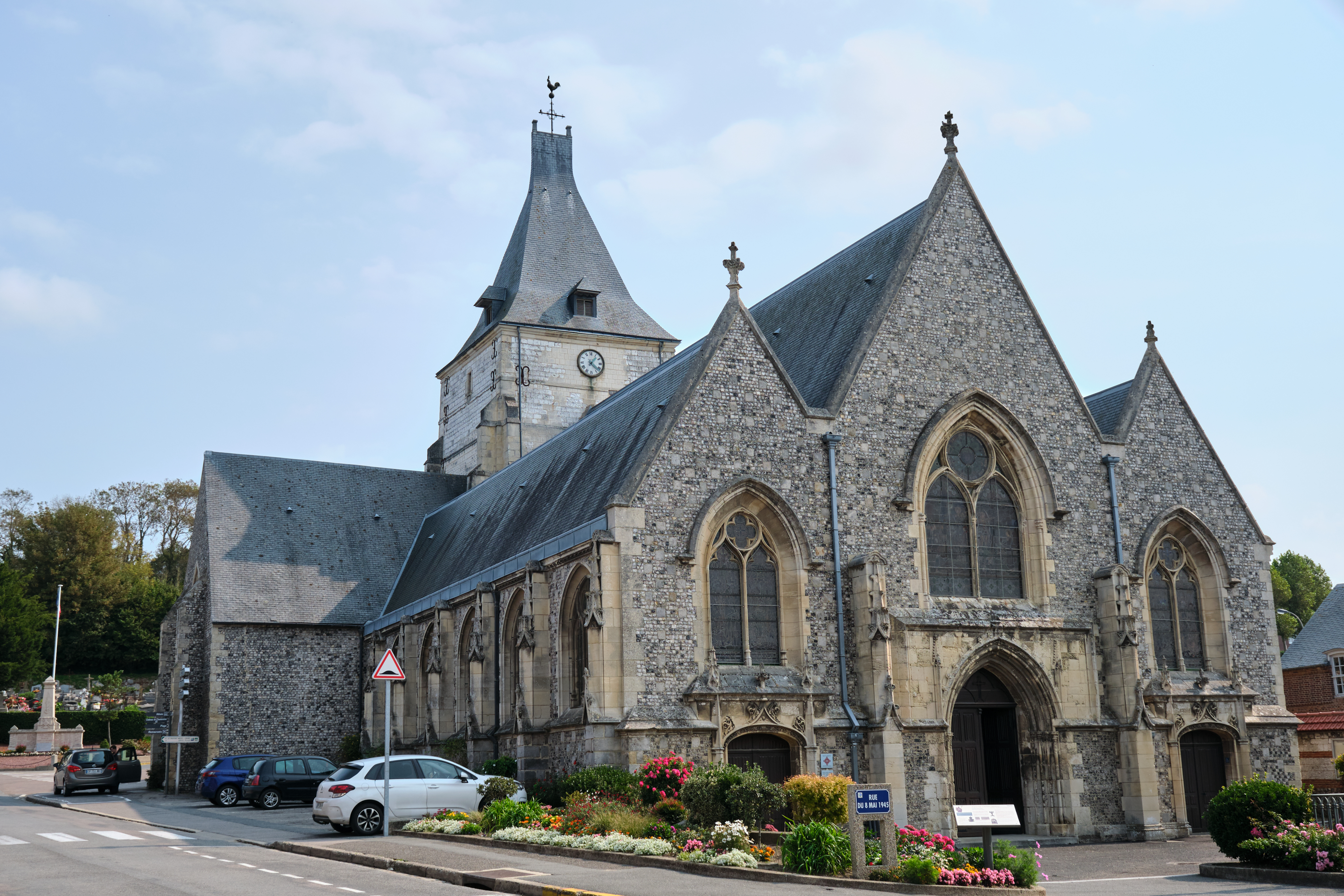
Église Saint-Aubin

- De Église Saint-Aubin
- Het Château de Chantereine

## Demografie
Onderstaande figuur toont het verloop van het inwonertal (bron: INSEE-tellingen).